# 半島每日新聞
《半島每日新聞》（英語：Peninsula Daily News）是一份星期日至星期五發行的日報，發行範圍主要在美國華盛頓州的北奧林匹克半島。
該報的主要辦公室位於安吉利斯港，在湯森港和史魁恩則設有新聞辦公室。該報為克拉勒姆县和傑佛遜縣提供的報紙則為單獨的版本 。
位於華盛頓波爾斯波的聲音出版（Sound Publications）是華盛頓最大的地方報業，也是加拿大布拉克出版社的一個分支。它於2011年11月買下了半島每日新聞，收購金額未公開。該報的前任所有者，華盛頓的霍維茨報紙（Horvitz Newspapers）則經營了半島每日新聞17年。
在購買半島每日新聞的同一天，聲音出版還買下了另一家周刊出版商，奧林匹克觀察出版社（Olympic View Publishing Company），後者出版了史魁恩公報（Sequim Gazette）、福克斯論壇（Forks Forum）和其它當地房地產刊物。半島每日新聞和奧林匹克觀察出版社的印刷地點都位於華盛頓埃弗里特。

## 外部鏈結
- .   [2019-07-11]. （原始内容存档于2018-07-10） （英语）.